# Sunscha (Terek)
Die Sunscha (russisch Сунжа, inguschisch Шолжа-хий, ossetisch Сунжӕ, tschetschenisch Соьлжа) ist ein 278 km langer rechter Nebenfluss des Terek am Nordrand des Großen Kaukasus in Russland.

## Verlauf
Die Sunscha entspringt in einer Höhe von etwa 1200 m in den dicht bewaldeten Randbergen des Kaukasus im Grenzgebiet zwischen den Republiken Nordossetien-Alanien und Inguschetien. Die Quelle liegt etwa 20 km Luftlinie südöstlich der nordossetischen Hauptstadt Wladikawkas. Die Sunscha fließt zunächst nach Norden und erreicht bald das Territorium Inguschetiens. Dort wendet sie sich in östliche Richtung, die sie bis zu ihrer Mündung in den Terek beim Dorf Braguny, etwa 10 km nördlich der Stadt Gudermes, vorwiegend beibehält.
Die Sunscha durchfließt in ihrer breiten Talniederung die am dichtesten besiedelten Teile der Republiken Inguschetien und Tschetschenien; am Fluss oder in seiner Nähe liegen die Hauptstädte der beiden Republiken Magas und Grosny, die Großstadt Nasran und eine Reihe weiterer Städte und großer ländlicher Siedlungen, darunter die mit mehr als 60.000 Einwohnern ehemals einwohnerreichste Ländliche Siedlung Russlands (als Sunscha seit 2016 Stadt, ehemals Staniza Ordschonikidsewskaja). Nach dem Fluss wurde eine Reihe von Orten benannt, neben der Stadt Sunscha in Inguschetien das Dorf Sunscha in Nordossetien-Alanien; ebenso die durchflossenen Rajons Sunschenski in Inguschetien und Sunschenski in Tschetschenien. Auch die tschetschenische Hauptstadt Grosny trägt im Tschetschenischen den Namen Sölscha-Ghala („Sunscha-Stadt“). 
Die bedeutendsten Nebenflüsse sind Assa, Martan und Argun, die alle auf dem Territorium Tschetscheniens von rechts einmünden.

## Hydrologie
Das Einzugsgebiet des Flusses umfasst 12.200 km². Die mittlere Abflussmenge in Mündungsnähe beträgt 85,4 m³/s. Bei ihrem relativ hohen durchschnittlichen Feststoffgehalt 3.800 g/m³ transportiert die Sunscha pro Jahr 12,2 Millionen Tonnen Feststoffe.

## Nutzung und Infrastruktur
Die Sunscha ist nicht schiffbar. Ihr Wasser wird in erheblichem Umfang zur Bewässerung landwirtschaftlicher Nutzflächen verwendet.
Zwischen Nasran und Gudermes über Grosny folgen die Eisenbahnstrecke Beslan – Gudermes sowie die Fernstraße M29 von Rostow am Don zur aserbaidschanischen Grenze dem Tal des Flusses.